# Vendelsöarnas naturreservat
Vendelsöarna är ett naturreservat i Värö socken i Varbergs kommun i Halland.
Det är beläget utanför kusten vid gränsen till Kungsbacka kommun. Reservatet omfattade ursprungligen norra delen av Vendelsö samt de mindre omgivande öarna Brattö, Norstön (Nordsten), Kidholmen och Älmö (Almö). I ögruppen finns också Ustö (Utsö) och Knarrskär, men dessa ingick ursprungligen inte i naturreservatet. Reservatet hade då en yta på 563 hektar, varav 128 hektar är land. Det inrättades 2002.
År 2015 beslutades om utvidgning av naturreservatet med södra delen av Vendelsö samt Ustö och Knarrskär och med omkringliggande havsområde. Det innebar att det skyddade området blev 1 582 hektar stort varav 262 är landareal.
Öarna i naturreservatet domineras av öppna marker med ljung- och gräshedar med enbuskar. Markerna har under hundratals år betats, och vanligt förekommande arter är kattfot, backtimjan, jungfrulin, dvärglin, knutört och strandbeta. På Älmö har man även påträffat martorn. Bland fågelarter som häckar på Vendelsöarna finns rödbena, strandskata och större strandpipare. På Älmö finns stora kolonier måsar och trutar. I detta område råder tillträdesförbud under häckningsperioden, mellan 1 april och 15 juli. I de grunda vattnen kring öarna finns ryggradslösa djur och småfisk.
Vendelsöarna är ett välbesökt utflyktsmål och nås med båt från Stavder.